# Fiesta de la Circuncisión de Cristo
La Fiesta de la circuncisión de Cristo es una celebración cristiana de la circuncisión de Jesús de acuerdo con la tradición judía, ocho días (según el cálculo semítico y del sur de Europa de los intervalos de los días) después de su nacimiento, la ocasión en la El niño obtuvo formalmente su nombre.
La circuncisión de Jesús se ha visto tradicionalmente, como se explica en el popular siglo del siglo XIV, la leyenda de oro, como la primera vez que la sangre de Cristo fue derramada y, por lo tanto, el comienzo del proceso de la redención del hombre y una demostración de que Cristo fue completamente humano, y de su obediencia a la ley bíblica.
El día de fiesta aparece el 1 de enero en el calendario litúrgico de las iglesias católicas bizantinas y ortodoxas orientales. En el calendario general, la fiesta del 1 de enero, que de 1568 a 1960 se llamaba "la circuncisión del Señor y la octava de la Natividad", ahora se llama la solemnidad de María, Madre de Dios y el Día de la Octava de la Natividad del Señor. Se celebra con algunas iglesias de la comunión anglicana y prácticamente todas las iglesias luteranas. En estas últimas denominaciones cristianas occidentales, la fiesta del nombramiento y la circuncisión de Jesucristo marca el octavo día (día de octava) del Tiempo de Navidad.

## Iglesias católica bizantina y ortodoxa oriental

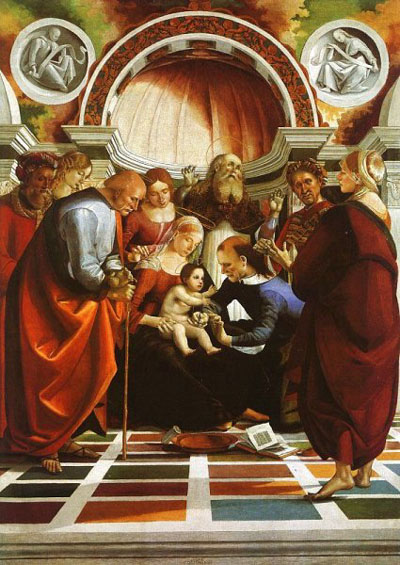
La Circuncisión de Luca Signorelli.